# Cyanea capillata
A sárga hajasmedúza (Cyanea capillata) a legnagyobb ismert medúzafaj.

## Élőhelye
Megtalálható az Atlanti-óceán, Csendes-óceán, az Északi-tenger és a Balti-tenger hűvösebb vizeiben. Gyakori Nagy-Britannia keleti partján.

## Megjelenése
Ez a legnagyobb medúzafaj. Alakja egy összegubancolódott oroszlánsörényre hasonlít.

## Viselkedése
Folyamatosan úszik, akár több kilométert is óránként. Főleg halakkal táplálkozik. Veszélyes az emberre, de csak ritkán támadja meg. Áldozata már az érintés első pillanatában rendkívül éles, kínzó helyi fájdalmat érez. A szívműködés akadozik, majd az öt-hatszorosára gyorsul. Ezután az áldozat meghal.[forrás?]